# District Prionezjski
District Prionezjski (Russisch: Прионежский район,Karelisch: Oniegan rannikon piiri) is een gemeentelijk district in Karelië. Het heeft een oppervlakte van 3.655 km² en het district telt 21.502 inwoners (2010), 18.597 (2002) en 25.439 (1989). De hoofdstad van het district is Petrozavodsk.